# 1946年のNFLドラフト
1946年のNFLドラフト（1946ねんのNFLどらふと）は、1946年1月14日に開催された第11回目のNFLドラフト。ニューヨークマンハッタンのコモドアホテルで開催された。
この年のドラフトは新リーグのオール・アメリカ・フットボール・カンファレンスに対抗するため限定的な情報しかNFLは公開しなかった。

## 主な指名選手
ドラフト全体1位では、前年最下位であったシカゴ・カージナルスから指名権を獲得したボストン・ヤンクスがノートルダム大学のフランク・ダンスウィッツを指名した。
2巡と4巡は5チームのみに指名権が与えられた。
前年3年生として初めてハイズマン賞を受賞したドック・ブランチャードは1巡全体3位で指名された。

## 指名選手一覧

### 1巡指名選手
| 指名順位 | チーム                       | 選手名                       | ポジション       | 出身大学         |
| 1        | ボストン・ヤンクス           | フランク・ダンスウィッツ     | クォーターバック | ノートルダム大学 |
| 2        | シカゴ・カージナルス         | ダブ・ジョーンズ             | バック           | テューレーン大学 |
| 3        | ピッツバーグ・スティーラーズ | ドック・ブランチャード       | フルバック       | 陸軍士官学校     |
| 4        | シカゴ・ベアーズ             | ジョニー・ルージャック       | クォーターバック | ノートルダム大学 |
| 5        | ニューヨーク・ジャイアンツ   | ジョージ・コナー             | タックル         | ノートルダム大学 |
| 6        | グリーンベイ・パッカーズ     | ジョニー・ストリジカルスキー | バック           | マーケット大学   |
| 7        | フィラデルフィア・イーグルス | レオ・リグズ                 | バック           | USC              |
| 8        | デトロイト・ライオンズ       | ビル・デラスタティアス       | バック           | ミズーリ大学     |
| 9        | ワシントン・レッドスキンズ   | カル・ロッシ                 | バック           | UCLA             |
| 10       | ロサンゼルス・ラムズ         | エミル・シトコ               | ハーフバック     | ノートルダム大学 |

### 2巡以降の主な指名選手
| 指名順位 | チーム                       | 選手名                 | ポジション       | 出身大学             |
| 16       | シカゴ・カージナルス         | エルマー・アングスマン | バック           | ノートルダム大学     |
| 18       | ピッツバーグ・スティーラーズ | ハーモン・ロウ         | バック           | サンフランシスコ大学 |
| 19       | シカゴ・ベアーズ             | フランク・ブロイルズ   | クォーターバック | ジョージア工科大学   |
| 21       | グリーンベイ・パッカーズ     | ボブ・ナスバウマー     | バック           | ミシガン大学         |
| 22       | デトロイト・ライオンズ       | ラス・トーマス         | タックル         | オハイオ州立大学     |
| 40       | ロサンゼルス・ラムズ         | ドン・ポール           | センター         | UCLA                 |
| 46       | グリーンベイ・パッカーズ     | ジョン・フェラロ       | タックル         | USC                  |
| 57       | フィラデルフィア・イーグルス | ジョージ・ロボザム     | エンド           | UCLA                 |
| 60       | ロサンゼルス・ラムズ         | ドリー・キング         | エンド           | ジョージア大学       |
| 65       | ニューヨーク・ジャイアンツ   | ジーン・ロバーツ       | バック           | チャタヌーガ大学     |
| 74       | シカゴ・ベアーズ             | ウォルト・ドロポ       | エンド           | コネティカット大学   |
| 77       | フィラデルフィア・イーグルス | アーニー・ルイス       | バック           | コロラド大学         |
| 99       | ワシントン・レッドスキンズ   | チック・マギオリ       | バック           | イリノイ大学         |
| 108      | フィラデルフィア・イーグルス | パット・マクヒュー     | バック           | ジョージア工科大学   |
| 142      | ボストン・ヤンクス           | ビル・スウィアキ       | エンド           | コロンビア大学       |
| 147      | デトロイト・ライオンズ       | ケリー・モート         | エンド           | デューク大学         |
| 200      | ロサンゼルス・ラムズ         | クリフ・ルイス         | バック           | デューク大学         |
| 207      | デトロイト・ライオンズ       | ジャック・シモンズ     | バック           | デトロイト大学       |
| 224      | シカゴ・ベアーズ             | ビスコ・グルギッチ     | エンド           | サンタクララ大学     |

### ドラフト外入団の主な選手
| チーム                     | 選手名             | ポジション | 出身大学         |
| クリーブランド・ブラウンズ | フランク・ガッツキ | C          | オーバーン大学   |
| クリーブランド・ブラウンズ | ルー・グローザ     | OT/K       | オハイオ州立大学 |
| クリーブランド・ブラウンズ | マリオン・モトリー | FB/LB      | ネバダ大学       |
| クリーブランド・ブラウンズ | ビル・ウィリス     | HB         | オハイオ州立大学 |
| ロサンゼルス・ラムズ       | ウディ・ストロード | E          | UCLA             |

## 殿堂入り選手
この年のドラフトで指名された選手のうち、1名、ドラフト外入団の4名がプロフットボール殿堂入りを果たしている。
- ジョージ・コナー - 1975年殿堂入り
- フランク・ガッツキ - 1985年殿堂入り
- ルー・グローザ - 1974年殿堂入り
- マリオン・モトリー - 1968年殿堂入り
- ビル・ウィリス - 1977年殿堂入り